# Milhas
Milhas ist eine französische Gemeinde mit 191 Einwohnern (Stand 1. Januar 2022) im Département Haute-Garonne in der Region Okzitanien (zuvor Midi-Pyrénées). Die Einwohner werden als Milhasois oder Milharais bezeichnet.

## Geographie
Umgeben wird Milhas von den sechs Nachbargemeinden:
|             | Aspet                                       | Chein-Dessus   |
| Sengouagnet | Kompassrose, die auf Nachbargemeinden zeigt | Herran         |
|             | Razecueillé                                 | Portet-d’Aspet |

## Bevölkerungsentwicklung
| Jahr                       | 1962 | 1968 | 1975 | 1982 | 1990 | 1999 | 2006 | 2011 | 2017 |
| -------------------------- | ---- | ---- | ---- | ---- | ---- | ---- | ---- | ---- | ---- |
| Einwohner                  | 219  | 175  | 171  | 160  | 158  | 140  | 166  | 176  | 177  |
| Quellen: Cassini und INSEE |      |      |      |      |      |      |      |      |      |

## Sehenswürdigkeiten
- Kirche St-Félix

## Persönlichkeiten
- Louis Barès (* 1930), Radrennfahrer